# المحصام (عبس)

تعديل مصدري - تعديل

المحصام هي إحدى قرى عزلة بني حسن بمديرية عبس التابعة لمحافظة حجة، بلغ تعداد سكانها 690 نسمة حسب تعداد اليمن لعام 2004.